# Boutenac
Boutenac là một xã của Pháp, nằm ở tỉnh Aude trong vùng Occitanie.
Người dân địa phương trong tiếng Pháp gọi là Boutenacois.

## Hành chính
| Danh sách các xã trưởng                |           |                          |      |                        |
| Giai đoạn                              | Giai đoạn | Tên                      | Đảng | Tư cách                |
| 1790                                   | 1793      | Jean Pech                |      |                        |
| 1793                                   | 1795      | Marc Beragne             |      |                        |
| 1795                                   | 1799      | Jean Bardou              |      |                        |
| 1799                                   | 1808      | Francois Génies          |      |                        |
| 1808                                   | 1813      | Victor Saint Castillon   |      |                        |
| 1813                                   | 1815      | Etienne Laboucarié       |      |                        |
| 1815                                   | 1815      | Victor Saint Castillon   |      |                        |
| 1815                                   | 1831      | Jacques Pech             |      |                        |
| 1831                                   | 1848      | Jean-Pierre Pech         |      |                        |
| 1848                                   | 1848      | Joseph Fontrouge         |      | Chủ tịch ủy ban đô thị |
| 1848                                   | 1850      | Jean-Pierre Pech         |      |                        |
| 1850                                   | 1859      | Antoine Marty            |      |                        |
| 1859                                   | 1870      | Joseph Fontrouge         |      |                        |
| 1870                                   | 1871      | Hilaire Pech             |      | Chủ tịch ủy ban đô thị |
| 1871                                   | 1883      | Félix Baron de Castillon |      |                        |
| 1883                                   | 1900      | Arthur Pech              |      |                        |
| 1900                                   | 1902      | Marcelin Estorc          |      |                        |
| 1902                                   | 1904      | Arthur Pech              |      |                        |
| 1904                                   | 1904      | Léonce Le Camus          |      |                        |
| 1904                                   | 1905      | Louis Denat              |      |                        |
| 1905                                   | 1908      | Élie Amans               |      |                        |
| 1908                                   | 1919      | Justin Pech              |      |                        |
| 1919                                   | 1925      | Martin Lambert           |      |                        |
| 1925                                   | 1944      | Aimé Pauc                |      |                        |
| 1944                                   | 1947      | Jules Pla                |      |                        |
| 1947                                   | 1965      | Albert Azeu              |      |                        |
| 1965                                   | 2001      | André Azeu               |      |                        |
| 2001                                   | 2014      | Alain Mailhac            |      |                        |
| Tất cả các dữ liệu trước đây không rõ. |           |                          |      |                        |

## Thông tin nhân khẩu
| Năm | 1800 | 1807 | 1881 | 1891 | 1901 | 1909  | 1911 | 1921 | 1931 | 1934 | 1936 | 1948 | 1954 | 1962 | 1968 | 1975 | 1982 | 1990 | 1999 | 2007 |
| --- | ---- | ---- | ---- | ---- | ---- | ----- | ---- | ---- | ---- | ---- | ---- | ---- | ---- | ---- | ---- | ---- | ---- | ---- | ---- | ---- |
| Dân số | 288* | 317* | 900  | 1110 | 1079 | 1047* | 997  | 1041 | 958  | 959* | 883  | 678* | 711  | 543* | 622  | 581  | 524  | 519  | 609  | 690  |
| From the year 1968 on: No double counting—residents of multiple communes (e.g. students and military personnel) are counted only once. |      |      |      |      |      |       |      |      |      |      |      |      |      |      |      |      |      |      |      |      |

*Nguồn: Éliane Coste, Histoire de Boutenac,ACCUEIL